# Décathlon aux championnats du monde d'athlétisme 2005
Navigation
Paris 2003 Osaka 2007
Le concours du décathlon des championnats du monde d'athlétisme 2005 s'est déroulé les 9 et 10 août 2005 dans le Stade olympique d'Helsinki, en Finlande. Il est remporté par l'Américain Bryan Clay.

## Médaillés
| Or         | Argent       | Bronze           |
| Bryan Clay | Roman Šebrle | Attila Zsivoczky |

## Résultats
| Rang               | Athlète             | Pays        | Total        | 100 m   | Long.  | Poids   | Haut.  | 400 m   | 110 m h. | Disque  | Perche | Jav.    | 1 500 m       |
| ------------------ | ------------------- | ----------- | ------------ | ------- | ------ | ------- | ------ | ------- | -------- | ------- | ------ | ------- | ------------- |
| Médaille d'or      | Bryan Clay          | États-Unis  | 8 732 pts WL | 10 s 43 | 7,54 m | 16,25 m | 2,00 m | 47 s 78 | 14 s 43  | 53,68 m | 4,90 m | 72,00 m | 5 min 3 s 77  |
| Médaille d'argent  | Roman Šebrle        | Tchéquie    | 8 521 pts    | 10 s 91 | 7,86 m | 16,29 m | 2,06 m | 48 s 62 | 14 s 71  | 46,85 m | 4,80 m | 63,21 m | 4 min 39 s 54 |
| Médaille de bronze | Attila Zsivoczky    | Hongrie     | 8 385 pts    | 10 s 90 | 7,03 m | 15,72 m | 2,15 m | 49 s 29 | 15 s 15  | 49,58 m | 4,80 m | 63,02 m | 4 min 32 s 17 |
| 4                  | André Niklaus       | Allemagne   | 8 316 pts PB | 11 s 04 | 7,20 m | 14,24 m | 2,03 m | 49 s 42 | 14 s 78  | 46,13 m | 5,30 m | 61,74 m | 4 min 28 s 93 |
| 5                  | Aleksandr Pogorelov | Russie      | 8 246 pts    | 10 s 86 | 7,49 m | 15,90 m | 2,09 m | 50 s 58 | 14 s 45  | 46,68 m | 5,00 m | 59,79 m | 5 min 03 s 62 |
| 6                  | Kristjan Rahnu      | Estonie     | 8 223 pts    | 10 s 59 | 7,36 m | 15,79 m | 2,03 m | 48 s 58 | 14 s 87  | 47,13 m | 4,70 m | 61,65 m | 4 min 59 s 73 |
| 7                  | Romain Barras       | France      | 8 087 pts    | 11 s 15 | 7,35 m | 14,62 m | 1,94 m | 48 s 63 | 14 s 65  | 44,24 m | 4,80 m | 60,39 m | 4 min 31 s 94 |
| 8                  | Tomáš Dvořák        | Tchéquie    | 8 068 pts    | 10 s 94 | 7,31 m | 15,95 m | 2,00 m | 50 s 34 | 14 s 81  | 45,69 m | 4,20 m | 64,89 m | 4 min 34 s 24 |
| 9                  | Jaakko Ojaniemi     | Finlande    | 8 042 pts SB | 10 s 67 | 7,57 m | 14,95 m | 1,91 m | 50 s 29 | 15 s 04  | 42,41 m | 4,50 m | 66,27 m | 4 min 38 s 18 |
| 10                 | Aleksey Drozdov     | Ouzbékistan | 8 038 pts    | 11 s 07 | 7,24 m | 15,43 m | 2,06 m | 51 s 11 | 15 s 67  | 50,13 m | 4,50 m | 63,67 m | 4 min 38 s 96 |
| 11                 | Hamdi Dhouibi       | Tunisie     | 8 023 pts AR | 10 s 67 | 7,43 m | 12,85 m | 1,94 m | 47 s 04 | 14 s 56  | 41,17 m | 4,80 m | 52,83 m | 4 min 31 s 24 |
| 12                 | Mikk Pahapill       | Estonie     | 8 003 pts    | 11 s 06 | 7,27 m | 15,36 m | 2,06 m | 51 s 44 | 15 s 37  | 45,81 m | 4,80 m | 63,53 m | 4 min 48 s 26 |
| 13                 | Paul Terek          | États-Unis  | 7 921 pts    | 10 s 83 | 7,16 m | 14,31 m | 1,97 m | 48 s 85 | 15 s 83  | 44,65 m | 5,00 m | 54,46 m | 4 min 36 s 59 |
| 14                 | Frédéric Xhonneux   | Belgique    | 7 616 pts    | 11 s 28 | 7,21 m | 12,92 m | 2,03 m | 49 s 04 | 15 s 75  | 38,62 m | 4,70 m | 50,18 m | 4 min 22 s 71 |
| 15                 | Roland Schwarzl     | Autriche    | 7 549 pts    | 11 s 06 | 7,10 m | 13,73 m | 1,82 m | 50 s 81 | 14 s 90  | 45,56 m | 4,90 m | 50,67 m | 4 min 51 s 25 |
| 16                 | Óscar González (en) | Espagne     | 7 526 pts    | 11 s 07 | 7,20 m | 13,63 m | 2,00 m | 49 s 71 | 14 s 96  | 37,03 m | 4,60 m | 45,54 m | 4 min 35 s 25 |
| 17                 | Phil McMullen       | États-Unis  | 6 832 pts    | 11 s 47 | 6,65 m | 15,01 m | 1,94 m | 50 s 21 | 15 s 58  | 49,28 m | NH     | 53,35 m | 4 min 33 s 38 |
| —                  | Aleksey Sysoyev     | Russie      | DNF          | 10 s 72 | 6,32 m | 15,75 m | 2,06 m | 50 s 46 | 15 s 49  | 47,13 m | NH     | DNS     |               |
| —                  | Eugène Martineau    | Pays-Bas    | DNF          | 11 s 22 | 7,15 m | 13,31 m | 2,00 m | 50 s 45 | 15 s 85  | 40,23 m | NH     | DNS     |               |
| —                  | Qi Haifeng          | Chine       | DNF          | 10 s 92 | 7,18 m | 13,45 m | 2,00 m | DNS     |          |         |        |         |               |
| —                  | Claston Bernard     | Jamaïque    | DNF          | 10 s 79 | 6,80 m | 13,68 m | DNS    |         |          |         |        |         |               |
| —                  | Maurice Smith       | Jamaïque    | DNF          | 10 s 81 | 7,17 m | NM      | DNS    |         |          |         |        |         |               |
| —                  | Benjamin Jensen     | Norvège     | DNF          | 11 s 04 | NM     | DNS     |        |         |          |         |        |         |               |
| —                  | Dmitriy Karpov      | Kazakhstan  | DNF          | DQ      | DNS    |         |        |         |          |         |        |         |               |
| —                  | Vitaliy Smirnov     | Ouzbékistan | DNF          | 18 s 28 | DNS    |         |        |         |          |         |        |         |               |

## Légende
Records et Performances
- AR : Record continental (area record)
- CR : Record des championnats (championship record)
- MR : Record du meeting (meet record)
- NR : Record national (national record)
- OR : Record olympique (olympic record)
- PR : Record paralympique (paralympic record)
- PB : Record personnel (personal best)
- SB : Meilleure performance personnelle de la saison (season's best)
- WL : Meilleure performance mondiale de l'année (world leader)
- WJR : Record du monde junior (world junior record)
- WR : Record du monde (world record)

Circonstances et Conditions
- DNF : N'a pas terminé (did not finish)
- DNS : N'a pas pris le départ (did not start)
- DQ : Disqualification (disqualification)
- NM : Aucun essai valable enregistré (No Mark)
- Q : Qualifié « directement » au prochain tour (ou à la prochaine compétition), lors d'une compétition majeure, grâce au classement ou à la réalisation des minima (automatic qualifier)
- q : Qualifié au prochain tour (ou à la prochaine compétition), lors d'une compétition majeure, grâce au repêchage ou à la réalisation de l'une des meilleures performances parmi celles des « non qualifiés directement » (grâce au meilleur temps ou à la meilleure distance par exemple) (secondary qualifier)